# Rio Todgha
O Rio Todgha, Todrha ou  Todra (em francês: Oued Todgha) é um uédi (oued, rio) de Marrocos que nasce nas montanhas do Alto Atlas e desaparece no deserto do Saara. É especialmente conhecido pelas suas gargantas no Atlas (Gorges du Todra), a noroeste de Tinghir e pelo seu vale, que se estende desde as gargantas por cerca de 50 km, formando um dos oásis mais pitorescos e coloridos de Marrocos.

## Gargantas do Todgha
As Gargantas do Todgha (em árabe: تدرة جورج; em francês: Gorges du Todgha ou Todra) é um desfiladeiro na parte oriental da cordilheira do Alta Atlas, situado a noroeste da cidade de Tinghir (Tinerhir). À semelhança do vizinho Oued Dadès, o Todgha escavou um desfiladeiro muito profundo e estreito, ladeado de escarpas muito íngremes que chegam a ter 200 metros de altura nos últimos 40 km do percurso através das montanhas. Os últimos 600 metros constituem o trecho mais espetacular. Aí, o cânion fica ainda mais estreito, não ultrapassando os 10 m de largura em alguns lugares, e é ladeado por paredes praticamente verticais de rocha macia que atingem os 160 m de altura. A pequena corrente de glaciar parece algo deslocada no vale, o qual deve ter sido percorrido no passado longíquo por um rio com muito maior caudal.
Outrora um local remoto e de difícil acesso, atualmente o desfiladeiro é servido por uma estrada de betão que sobe o vale desde a zona dos hotéis na entrada das gargantas, onde termina a estrada asfaltada que dá acesso a Tinghir, servindo as aldeias de Aït Hani, Tamtatouchte e Imilchil. O desfiladeiro é popular entre os praticantes de caminhada e de escalada. Nas paredes de rocha robusta e com muitas irregularidades existem mais de 150 rotas de escalada com grampos classificadas com de grau de dificuldade entre 5+ e 8 pelo sistema francês.

## Ocupação humana
As primeiras menções históricas à região remontam ao início do século VIII, com a emissão de dirrãs (moedas) dum principado autónomo. A região tem alguns filões de prata que ainda hoje são explorados. Posteriormente, o oásis é subjugado pela potência regional do principado de Sijilmassa (Tafilalt).
O vale é habitado por uma só etnia berbere autóctone, os Todgha, que não tem quaisquer relações com as tribos amazighes vizinhas. A região está estruturada em três comunas, herdeiras dos antigos distritos de Todgha al-Ula ("ao norte do 'mercado', ou seja, a norte de Tinghir), Todgha as-Sufla, ao sul, e Ait Aissa Ou Brahim, esta ocupada por uma fração da tribo Beraber seminómada dos Ait Atta. Os dois primeiros distritos são constituídos por 51 aldeias, historicamente autónomas umas das outras, constituídas em tribos. Algumas dessas aldeias eram mellahs (localidade ou bairro habitada por judeus).
Nos anos 1970, cerca de um terço da população do oásis emigrou para França, para trabalhar nas minas de carvão da região de Nord-Pas-de-Calais. Posteriormente, estes emigrantes mudaram-se para a região mediterrânica francesa, principalmente para a área de Montpellier, onde trabalham no setor agrícola.